# إكو (مسلسل)
إكو (بالإنجليزية: Echo) هو مسلسل تلفزيوني أمريكي قصير أُنتج لخدمة البث ديزني+، مُقتبس من مارفل كوميكس، ويتناول شخصية تحمل الاسم نفسه. وهو مسلسل فرعي من سلسلة هوك آي (2021)، وهو المسلسل التلفزيوني العاشر في عالم مارفل السينمائي (MCU) الذي أنتجته استوديوهات مارفل، ويشارك الاستمرارية مع أفلام السلسلة. يشهد المسلسل عودة مايا لوبيز إلى مسقط رأسها حيث يتعين عليها التصالح مع ماضيها، وإعادة التواصل مع جذورها الأمريكية الأصلية، واحتضان عائلتها ومجتمعها. ماريون داير وآمي رادين هما كاتبا السيناريو الرئيسيتان، وسيدني فريلاند تقود فريق الإخراج.
تعيد ألاكوا كوكس تمثيل دور مايا لوبيز/إيكو من هوك آي، ويشارك في بطولته أيضًا تشاسك سبنسر، وتانتو كاردينال، وتشارلي كوكس، وديفيري جاكوبس، وزان مكلارنون، وكودي لايتنينج، وغراهام غرين، وفينسنت دونوفريو. بدأ تطوير المسلسل الفرعي في مارس 2021، عندما تم تأكيد عودة ألاكوا كوكس، وتعيين إيتان وإميلي كوهين ككاتبين رئيسيين. أُعلن رسميًا عن المسلسل في نوفمبر 2021، عندما كُشف عن أن داير سيتولى الكتابة الرئيسية، ومن المقرر أن تُخرج فريلاند بحلول مارس 2022. استمر التصوير من أواخر أبريل إلى أواخر أغسطس 2022، في منطقة أتلانتا الحضرية، بما في ذلك أتلانتا، ومدينة بيتشتري، وسوشيال سيركل، وغرانتفيل، جورجيا. في مايو 2022، كشفت مارفل عن المزيد من أعضاء فريق التمثيل، وأن كاترينا ماكنزي ستُخرج المسلسل أيضًا، بينما كُشف عن مشاركة رادين في سبتمبر.
عُرض مسلسل "إيكو" كاملًا على منصتي ديزني+ وهولو في وقت واحد في 9 يناير 2024، مُكوّنًا من خمس حلقات. وهو أول إصدار تلفزيوني من مارفل ستوديوز يُعرض لأول مرة على هولو ويحصل على تصنيف TV-MA. وهو جزء من المرحلة الخامسة من عالم مارفل السينمائي، وأول مسلسل تحت شعار "مارفل سبوت لايت". تلقى المسلسل مراجعات إيجابية بشكل عام من النقاد.

## ملخص
بعد خمسة أشهر من أحداث هوك آي (2021)، تتعرض مايا لوبيز للملاحقة من قبل منظمة ويلسون فيسك، مما يدفعها إلى العودة إلى مسقط رأسها في أوكلاهوما، حيث يجب عليها أن تتصالح مع ماضيها، وتتواصل مرة أخرى مع جذورها الأمريكية الأصلية، وتحتضن عائلتها ومجتمعها.

## طاقم الممثلين و الشخصيات
- ألاكوا كوكس بدور مايا لوبيز / إيكو: امرأة أمريكية صماء من قبيلة تشوكتاو الأصلية، والزعيمة السابقة لعصابة "مافيا البدلات الرياضية"، وهي عصابة إجرامية تعمل لصالح ويلسون فيسك. لا تمتلك مايا القدرة على نسخ حركات الآخرين من القصص المصورة بدقة، وهو ما اعتبرته فريلاند "ضعيفًا نوعًا ما". تمكن منسق المشاهد الخطرة مارك سيزاك من دمج ساق كوكس الاصطناعية في معاركها، حيث وصف سيزاك أسلوب مايا القتالي بأنه "مزيج واقعي من فنون القتال المختلطة ومجموعة من فنون القتال". يؤدي دارنيل بيساو، ابن عم كوكس، دور مايا لوبيز في شبابها.
- تشاسك سبنسر بدور هنري "الغراب الأسود" لوبيز: عم مايا وشقيق ويليام، الذي يملك حلبة تزلج محلية، ولا يزال مرتبطًا بإمبراطورية فيسك الإجرامية.
- تانتو كاردينال بدور تشولا: جدة مايا المنفصلة عنها. إيزابيلا مادريجال تُجسد دور تشولا في شبابها.
- تشارلي كوكس بدور مات موردوك / دارديفيل: محامٍ أعمى ذو حواس خارقة من مسلسل "ديرديفيل"، يعيش حياة مزدوجة كحارس مقنع. يظهر دارديفيل في مشهد استرجاعي حيث يقاتل مايا أثناء قيامها بمهمة مبكرة لفيسك. أوضح المنتج التنفيذي ريتشي بالمر أن إدراج دارديفيل تم بطريقة أملها المبدعون أن يشعروا بأنه جزء من قصته التي رُسمت في مسلسل مارفل تيليفيجن على نتفليكس، مع إمكانية مشاهدته لمن لم يشاهده. قال: "أردنا فقط التأكد من أنه يُكرّم ما سبقه، ونأمل أن ندفعه للأمام أيضًا"، وساهم في تمهيد الطريق لمسلسل ديزني+ "دارديفيل: ولد من جديد". أُفيد سابقًا أن ظهور الشخصية في المسلسل سيشهد بحثه عن حليف سابق، والذي قيل إنه جيسيكا جونز.
- ديفري جاكوبس بدور بوني: شخصية "مرنة وقوية الإرادة" وهي ابنة والدين صامين (CODA)، وابنة عم مايا المنفصلة عنها، ومسعفة. رين زهاوينيم جوتس تؤدي دور بوني في صغرها.
- زان مكلارنون بدور ويليام لوبيز: والد مايا المتوفى والقائد السابق لمافيا البدلات الرياضية.
- كودي لايتنينج بدور بسكويتس: ابن عم مايا "حسن النية"، "محب للمرح وطيب الطبع".
- غراهام غرين بدور سكالي: يُشبه جدّ مايا، وهو صاحب متجر الرهن في المدينة. على عكس أفراد عائلة مايا المنفصلين، سكالي أكثر استعدادًا لإيجاد حلٍّ لعلاقتهما.
- فينسنت دونوفريو بدور ويلسون فيسك/كينغ بين: زعيم عصابة في نيويورك، وهو عم مايا بالتبني والمسؤول عن وفاة والدها.

## الحلقات
| ر. الإجمالي | العنوان | المخرج         | الكاتب | تاريخ العرض الأصلي |
| --- | ------- | -------------- | --- | ------------------ |
| 1 | «شافا»  | سيدني فريلاند  | ماريون داير وجوش فيلدمان وستيفن بول جود وكين كريستنسن | 9 يناير 2024       |
| يكشف مشهد من الماضي عن أصول شعب تشوكتاو، حيث تظهر شافا كإنسانة من تحت الأرض في "نانيه وايا". في عام 2007، تعرضت مايا لوبيز لحادث سيارة مع والدتها تالوا، بعد أن عطّل مجرمون فرامل سيارتهما. بعد أن فقدت ساقها ووالدتها في الحادث، انتقلت من تاماها، أوكلاهوما، إلى نيويورك مع والدها ويليام لوبيز، الذي تُحمّله تشولا، جدة مايا، مسؤولية وفاة ابنتها. أصبح ويليام قائدًا لمافيا الملابس الرياضية، بينما أصبح ويلسون فيسك، صاحب عمله، عم مايا بالتبني. بعد سنوات، تشهد مايا هجوم كلينت بارتون على عصابة "البدلة الرياضية" وقتل ويليام. كما هو موضح في حلقة "ايكو" من مسلسل "هوك آي" (2021) يرتب فيسك عمل مايا تحت إمرته، واعدًا إياها بالعثور على قاتل ويليام. خلال مهمة لفيسك، تتعرض مايا لهجوم من مات موردوك/دارديفيل، لكنها تقاتله حتى التعادل، مما يثير إعجاب فيسك. في ديسمبر 2024، صادفت مايا بارتون، وبعد أن علمت أن فيسك دبر موت ويليام بإبلاغه، انتقمت لوالدها بإطلاق النار على فيسك في عينه. بعد خمسة أشهر، عادت مايا إلى تاماها والتقت بابن عمها، بسكويتس، وعمها، هنري. أقنعتهما بعدم إخبار أي شخص آخر بوجودها. طلبت مايا من هنري مساعدتها في تفكيك عمليات فيسك لتتمكن من الاستيلاء على إمبراطوريته، لكن هنري رفض خوفًا من تعريض عائلته للخطر. في مكان آخر، تعافى فيسك، الناجي، من إصابته في المستشفى. |         |                | |                    |
| 2 | «لواك»  | سيدني فريلاند  | قصة من تأليف: ماريون داير، كين كريستنسن، جوش فيلدمان، ستيفن بول جود، ريبيكا روانهورس، وبوبي ويلسون الحوار: ماريون داير، جوش فيلدمان، ستيفن بول جود، وإيلين مورتون | 9 يناير 2024       |
| في استرجاعٍ لذكريات ألاباما عام 1200 ميلادي، تشارك لواك في لعبة كرة عصا الشوكتو ضد قبيلة شيروكي. عندما اقترب فريق لواك من الفوز، أرسل الفريق المنافس محاربًا شرسًا ساعد في معادلة النتيجة. كانت لواك حريصة على تجنب النفي لفريقها في حال خسارتهم، وتلقت رؤيا خلال اشتباك عنيف. بيديها المتوهجتين، خرجت لواك من الاشتباك بالكرة وضمنت النصر لقبيلتها. استعانت مايا بـ "بيسكيتس" في اختطاف قطار شحن يحرسه رجال فيسك. عثرت على حاوية ذخيرة، وزرعت قنبلة محلية الصنع داخل أحد الصناديق. وبينما كانت تحاول النزول، علقت ساقها الاصطناعية في وصلة. تلقت مايا رؤيا لأسلافها، ثم تمكنت من دفع الوصلة لتحرير ساقها بعد أن بدأت يداها بالتوهج. وصلت الشحنة إلى أحد مستودعات أسلحة فيسك في نيويورك. أرسل زين، زعيم عصابة "السكاكين السوداء"، رجالًا لتفريغ الصندوق، مما أدى إلى تفجير قنبلة مايا التي دمرت المنشأة. حصلت مايا لاحقًا على ساق اصطناعية جديدة من سكالي، الذي كشف أن إحدى النساء في رؤيا مايا كانت تشافا، أول تشوكتاو. علم هنري بانفجار الذخائر، وواجه مايا لاحقًا، محذرًا إياها من مغبة هذه الهجمات قبل أن تؤذي المقربين منها، لكنها تجاهلت الأمر. في هذه الأثناء، تلقت تشولا خبرًا يفيد بوصول مايا إلى المدينة، وعلمت بوني بعودة مايا في تاماها من بسكويتس. رفضت مايا التفاعل مع أيٍّ منهما. |         |                | |                    |
| 3 | «توكلو» | كاترينا ماكنزي | قصة من تأليف: كين كريستنسن وجيسون جافين وشوشانا ستيرن سيناريو: ماريون داير وكين كريستنسن                                                                          | 9 يناير 2024       |
| في استرجاعٍ للأحداث إلى أواخر القرن التاسع عشر، تتدرب توكلو على الرماية مع والدها، أحد أفراد فرسان المنارة. على الرغم من رغبتها في أن تصبح فارسة منارة، يمنعها والدها من ذلك بسبب جنسها. يخرج والد توكلو لمواجهة بعض المجرمين المحليين، بينما تضفّر توكلو شعرها كمحاربة من قبيلة تشوكتاو. تتلقى رؤيةً لشافا ولواك، وتبدأ يداها بالتوهج. ينصب المجرمون كمينًا لوالد توكلو، لكنها تسمع الهجوم وتصل في الوقت المناسب لإنقاذه هو ومجموعته. تزور تشولا سكالي، فيشجعها على التواصل مع مايا. تتلقى مايا رؤيةً مفاجئةً لشافا ولواك وتوكلو، ويقبض عليها فيكي، موظف هنري. يتبين أن فيكي على وفاق مع فيسك، بعد أن أبلغ المنظمة بمكان مايا. يحتجز فيكي كلاً من مايا وهنري كرهائن في حلبة التزلج الخاصة بهنري، ويأسر بوني بعد ظهورها لزيارة هنري. يصل زين إلى مايا، ويخون فيكي ويقتله. بعد مواجهة مع بوني بسبب غيابها، تهرب مايا وتهاجم رجال زين. يهدد زين بوني وهنري ويهدد مايا بالسلاح استعدادًا لإطلاق النار عليها وعلى هنري. بعد تلقي مكالمة هاتفية، غادر زين ورجاله. أرسلت مايا بوني بعيدًا، ووعدتها بالمصالحة معها لاحقًا. علمت مايا من هنري أن فيسك لا يزال على قيد الحياة، فوعدها بمساعدتها. سكالي يُعيد لمايا مظهرها الاصطناعي. في طريقها لمغادرة المدينة، عادت مايا إلى المنزل وواجهها فيسك. |         |                | |                    |
| 4 | «تالوا» | سيدني فريلاند  | كين كريستنسن وجوش فيلدمان وشانتيل م. ويلز | 9 يناير 2024       |
| في عام 2008، سخر بائع آيس كريم من مايا الشابة، ولم يفهم طلبها للآيس كريم لأنه لا يعلم أنها صماء. ردّ فيسك الغاضب بمهاجمة بائع الآيس كريم بوحشية. على الرغم من أن مايا تشهد ذلك، إلا أنها تركل بائع الآيس كريم ردًا على قسوته، دون أن تُظهر أي ندم تجاهه. بعد عدة سنوات، كانت مايا على وشك العمل لدى فيسك عندما لقّنهما درسًا أخيرًا - لا يمكنهما إلا أن يثقا ببعضهما البعض. بينما كانا ينهيان عشاءهما المشترك، طُرد مترجم لغة الإشارة الأمريكية الخاص بفيسك وسرعان ما قُتل. أعطى فيسك مايا عدسة لاصقة بتقنية الواقع المعزز ليتمكنا من التواصل دون الحاجة إلى مترجم لغة الإشارة الأمريكية. أخبرها فيسك أنه سيمنحها إمبراطوريته الإجرامية إذا وافقت على العودة معه إلى نيويورك، مانحًا إياها يومًا واحدًا لاتخاذ القرار. أخبرت مايا هنري بذلك، لكنها تلقت رؤية مفاجئة لأسلافها؛ في أرض مهرجان تشوكتاو باوواو، تلقت تشولا الرؤية نفسها. اصطحب هنري مايا لرؤية تشولا، التي أخبرتها أن أسلافهم يساعدونهم عندما يكونون في أمس الحاجة إليهم، وروت لها رؤية رأتها عندما ولدت والدة مايا. غادرت مايا غاضبة، بعد أن شعرت بتخلي تشولا عنها في طفولتها. بدأت تشولا لاحقًا في العمل على ثوب خاص. في تلك الليلة، ذهبت مايا إلى فندق فيسك بنية قتله. يكشف لها أنه قتل والده بعد أن رآه يضرب والدته، يطلب منها فيسك أن تنفذ تهديدها إن كان ذلك ما تحتاجه، لكنها ترفض ذلك. يكرر دعوته للانضمام إليها في نيويورك، لكنه يغضب عندما يكتشف في صباح اليوم التالي أن مايا قد غادرت تاماها بدونه. |         |                | |                    |
| 5 | «مايا»  | سيدني فريلاند  | إيمي راردين وستيفن بول جود وإيلين مورتون وشانتيل م. ويلز | 9 يناير 2024       |
| في لمحة من طفولتها، تضرب مايا نقار الخشب بمقلاع. توبخ تالوا مايا على إيذاء حياة بريئة، وبيديها المتوهجة، تشفي نقار الخشب. لاحقًا، يطلقانه في البرية. يرسل بسكويت رسالة إلى مايا يخبرها فيها باختفاء تشولا وبوني، فتعود إلى تاماها. تزور منزل تشولا بسرعة، وتقابلها رؤية لوالدتها، تالوا. تخبرها تالوا أنها تجسيد لإرث شعبهم، وأن هذا الإرث سيتردد صداه من خلال أفعالها. تنتهي الرؤية، وتكشف عن ثوب تشولا النهائي. في مهرجان تشوكتاو باوواو، تحدد مايا مكان فيسك، الذي اختطف تشولا وبوني، ويهدد بقتل عائلتها بأكملها لخيانته له. يشل بسكويت رجال فيسك بشاحنة وحشية، بينما يقتل هنري زين. تشارك مايا قواها الشوكتو مع تشولا وبوني، اللتين تتغلبان على رجال فيسك. باستخدام قواها، تأخذ مايا فيسك إلى ذكرى والده وهو يضرب والدته، في محاولة لعلاج صدمته ومساعدته على التخلص من غضبه. بالعودة إلى الواقع، يطالب فيسك الغاضب بمعرفة ما فعلته به، ويغادر المهرجان قبل وصول الشرطة. في اليوم التالي، تُودّع مايا عائلتها قبل مغادرة تاماها. في مشهد ما بعد شارة النهاية، يشاهد فيسك على متن طائرته باهتمام خبرًا عن عدم وجود مرشحين متصدرين في انتخابات عمدة نيويورك. |         |                | |                    |

## الاستقبال

### عدد المشاهدات
عُرض مسلسل "ايكو" لأول مرة واحتل المركز الأول على كل من ديزني+ وهولو. كما أدى إصداره إلى زيادة عدد المشاهدين لمسلسل "هوك آي"، والموسمين الأولين من ديرديفيل، والموسم الأول من المعاقب على ديزني+.
شهد المسلسل انطلاقة قوية عند صدوره في يناير 2024، حيث حقق 731 مليون دقيقة مشاهدة في أسبوعه الأول وفقًا لتصنيفات نايلسن، مما وضعه في المرتبة العاشرة بين أكثر الأعمال مشاهدة في تلك الفترة. وبنهاية العام، بلغ مجموع مشاهداته حوالي 1.5 مليار دقيقة، ليصبح رابع أكثر مسلسل مشاهدة على ديزني+ في 2024. كما استحوذ على 11.8% من إجمالي وقت المشاهدة على المنصة، خلف "بيرسي جاكسون" الذي حاز على 23.3%.

### الاستقبال النقدي
أفاد موقع تجميع المراجعات "روتن توميتوز" بنسبة موافقة بلغت 70%، بمتوسط تقييم 6.4/10، بناءً على 88 مراجعة. وجاء في إجماع النقاد على الموقع: "ألاكوا كوكس تجعل الموسم الأول من مسلسل إيكو يستحق المشاهدة باستمرار، بينما تُشير مشاهد الأكشن القوية وعناصر السرد الجديدة إلى إمكانات قوية لهذا المسلسل الذي يتطور ببطء". أما ميتاكريتيك، الذي يستخدم متوسطًا مرجحًا، فقد منحه 62 من 100 بناءً على 23 مراجعة، مما يشير إلى "مراجعات إيجابية بشكل عام".

## وصلات خارجية
- إكو على موقع IMDb (الإنجليزية)
- إكو على موقع ميتاكريتيك (الإنجليزية)
- إكو على موقع روتن توميتوز (الإنجليزية)
- إكو على موقع فيلمافينيتي (الإسبانية)
- إكو على موقع كينوبويسك (الروسية)
- إكو على موقع ألو سيني (الفرنسية)
- إكو على موقع ميوزك برينز (الإنجليزية)
- إكو على موقع قاعدة بيانات الفيلم (الإنجليزية)